# Фомп
Фомп (нім. Vomp) — ярмаркове містечко і громада округу Швац у землі Тіроль, Австрія.
Фомп лежить на висоті  563 м над рівнем моря і займає площу  182,61 км². Громада налічує 4661 мешканців. 
Густота населення 26/км².  
Громада Фомп розташована в нижній частині долини річки Інн на відстані 30 км від Інсбрука. Це друга за територією громада округу Швац. Фомп межує з Німеччиною. 
|                               |
| Фомп на мапі округу та землі. |

 Адреса управління громади: Dorf 69, 6134 Vomp. 

## Демографія
Історична динаміка населення міста за даними сайту Statistik Austria

## Виноски
1. ↑  Dauersiedlungsraum der Gemeinden Politischen Bezirke und Bundesländer - Gebietsstand 1.1.2018 — Статистичне управління Австрії.
2. ↑  https://www.statistik.at/blickgem/blick1/g70936.pdf
3. ↑   www.vomp.tirol.gv.at
4. ↑  Gemeindedaten von Vomp

| Австрія | Це незавершена стаття з географії Австрії. Ви можете допомогти проєкту, виправивши або дописавши її. |